# Signaleur de chantier routier
Le signaleur de chantier routier est un travailleur devant diriger la circulation routière sur les chantiers de voirie ou d'autres travaux nécessitant la fermeture d'une ou de plusieurs voies d'une route.
Au Québec, la langue populaire désigne ces travailleurs sous le nom de flagman.[réf. nécessaire]

## Formation
L'Association québécoise des transports (AQTr) offre une formation en ligne d'une durée approximative de quatre heures trente, suivie d'un examen de certification dans un point de service accrédité de l'AQTr. À la fin de cette formation et à la suite de la réussite de l'examen de certification, le participant pourra exercer le travail de signaleur de chantiers routiers de manière sécuritaire en contexte urbain ou rural.
L'ASP, quant à elle, donne la formation exclusivement aux entreprises de la construction membres de l'ASP Construction.

## Matériel
Le signaleur de chantier routier doit porter un casque de sécurité jaune-vert fluorescent et un vêtement jaune-vert fluorescent confectionné avec un tissu opaque et muni de bandes réfléchissantes à l'avant, à l'arrière et sur les côtés du vêtement, conformément à la norme CSA Z96. Il doit aussi porter des bottes de sécurité.  
Le signaleur de chantier routier effectue sa tâche en tenant un panneau qui affiche Arrêt au recto et Lentement au verso.  Le signaleur peut aussi se servir d'un fanion orange pour transmettre des signaux aux usagers de la route. 
La plupart des chantiers nécessitent l'utilisation de radio talkie-walkie pour que les signaleurs se trouvant à chaque extrémité du chantier puissent communiquer afin de coordonner leurs actions et éviter les accidents.

## Description de tâche
La tâche du signaleur de chantier routier est de ralentir la vitesse de la circulation quand la voie routière est partiellement obstruée par les travaux ou de faire passer la circulation en alternance quand une seule voie est disponible pour le passage des usagers de la route. Quand les conditions du chantier le nécessite, un véhicule d'escorte peut précéder le trafic.  Le signaleur de chantier routier peut aussi interrompre la circulation routière pour faciliter l'accès du chantier aux employés de la voirie.

## Qui engage des signaleurs de chantier routier
-Entrepreneur de la voirie
  
-Hydro Québec
Plusieurs entrepreneurs préfère déléguer à des sous-traitants le travail signaleur routier.  
-Agence de sécurité (Pour certaines agences de sécurité, la formation de signaleur routier fait partie intégrante de la formation de base.)
-Agence de signaleurs routier.   

## Contraintes s'exerçant sur le métier de signaleur de chantier routier
Travail saisonnier et à temps partiel (le plus souvent sur appel)

Exposition aux éléments (Pluie, Canicule, Neige, Insectes...)
 Il est de la responsabilité du Signaleur de chantier routier de prévoir ces inconvénients.